# Ягодово (Монтанська область)
Я́годово (болг. Ягодово) — село в Монтанській області Болгарії. Входить до складу общини Берковиця.

## Населення
За даними перепису населення 2011 року у селі проживали 186 осіб, усі — болгари.
Розподіл населення за віком у 2011 році:
Динаміка населення: